# Cato Guntveit
Cato Falck Guntveit (* 6. August 1975 in Bergen) ist ein ehemaliger norwegischer Fußballspieler.

## Vereinskarriere

### Karrierebeginn in Norwegen
Guntveit begann seine Karriere in der Jugend des in Bergen beheimateten Sportclubs Fana IL. 1995 schaffte er den Sprung zum Großklub Brann Bergen, wo er seinen ersten Profivertrag unterzeichnete.
Unter Trainer Hallvar Thoresen entwickelte er sich in Folge zum Stammspieler. Als dieser seinen Platz für Nachfolger Kjell Tennfjord räumen musste, verlor er seinen Stammplatz an bereits die etablierten Geirmund Brendesæther und Morton Pedersen, die vom Trainer favorisiert wurden. Als Brann in der Saison 1997 den Vizemeistertitel feiern durfte, kam er lediglich zu 13 Saisoneinsätzen, die er größtenteils als Wechselspieler absolvierte. In der Folgesaison hatte Brann einen katastrophalen Fehlstart in die Saison, welcher Tennfjord den Job kostet. Guntveits Situation änderte sich daraufhin schlagartig, als Harald Aabrekk als Trainer verpflichtet wurde. Dieser schulte ihn vom Abwehr- zum offensiven Außenbahnspieler um, wodurch er wieder einen Stammplatz erhielt. 1999 hatte Brann mit Platz drei in der Liga und dem Erreichen des norwegischen Cup-Finales, in welchem man allerdings gegen Rosenborg Trondheim mit 2:0 unterlag, wieder annähernd den Erfolg vergangener Tage. Guntveit hatte mit starken Leistungen großen Anteil an diesem Erfolg und weckte das Interesse anderer Vereine. Als Aabrekk in Folge zur norwegischen Nationalmannschaft wechselte, verlängerte er nicht bei Brann, sondern wechselte ablösefrei nach Schottland zum FC Aberdeen.

### Drei Jahre in Schottland
Aberdeens dänischer Trainer Ebbe Skovdahl verpflichtete zur Saison mit Arild Stavrum und Thomas Solberg gleich noch zwei weitere Norweger, welche ihm die Integration in die Mannschaft erleichterten. In Aberdeen hatte er von Beginn an einen Stammplatz inne und brachte ansprechende Leistungen. Überschattet wurden seine Leistungen nur durch unzählige Verletzungen, die ihm kurzzeitig zum Zuseher degradierten. Als er sich in der Spielzeit 2001/02 schwer verletzte und nur 18 Meisterschaftsspiele absolvieren konnte, wurde zum Ende der Saison sein Vertrag aufgelöst. Aberdeen steckte in finanziellen Problemen und konnten sich den teuren Legionär nicht mehr leisten.

### Rückkehr zu Brann
Daraufhin wechselte er zurück in die Heimat und unterschrieb ein weiteres Mal bei Brann Bergen. Es dauerte jedoch bis zum Jahr 2003, ehe er sein Comeback in den Tippeligaen feiern konnte. Die zu Aberdeen-Zeiten erlangte Verletzung zwang ihn die gesamte Spielzeit 2002 zum Aussetzen. In Folge erarbeitete er sich wieder einen Stammplatz in der Abwehr von Brann. 2004 wurde er von seinem früheren Mitspieler und jetzigen Trainer Mons Ivar Mjelde zum Kapitän ernannt. In dieser Funktion führte er seine Mannschaft im selben Jahr auch zum Gewinn des norwegischen Pokal Titels, welcher der Erste Titelgewinn für Brann seit dem Jahr 1982 war.
Als für die Saison 2005 der norwegische Nationalmannschaftskapitän Martin Andresen als Starspieler von Brann verpflichtet wurde, deutete alles auf eine Ablöse Guntveits als Kapitän der Mannschaft hin. Doch Trainer Mjelde setzte ein weiteres Mal auf Guntveit als Führungsspieler, ehe das Schicksal ein weiteres Mal zuschlug. Guntveit verletzte sich abermals schwer und fiel knapp eineinhalb Jahre aus. Erst zur Halbzeit der Saison 2007 fand er wieder in die Mannschaft zurück und absolvierte noch 16 Saisonspiele. Sein Kapitänsamt ging in der Zwischenzeit aufgrund seines langen Ausfalls an Andresen über. In der Saison 2008 konnte er abermals aufgrund mehrerer Verletzungen lediglich 13 Einsätze absolvieren, woraufhin Gerüchte über seinen Rücktritt zum Ende der Saison aufkamen. Guntveit verlängerte jedoch noch während der Spielzeit seinen Vertrag bis 2010.
Von 2011 bis 2015 ließ er seine Karriere beim unterklassigen norwegischen Verein Øystese IL ausklingen, für die er in fünf Spielzeiten noch 38 mal zum Einsatz kam, ehe er seine Spielerkarriere endgültig beendete.

## Erfolge
- 1× Meister Tippeligaen: 2007
- 2× Vizemeister Tippeligaen: 1997, 2006
- 1× Cup Sieger (Norwegen): 2004